# Geranium lindavicum
Geranium lindavicum är en näveväxtart som beskrevs av Sünd. och R. Knuth in Engl.. Geranium lindavicum ingår i släktet nävor, och familjen näveväxter. Inga underarter finns listade i Catalogue of Life.